# Sleeper-McCann House
Das Sleeper-McCann House – auch Beauport genannt – ist ein als National Historic Landmark im National Register of Historic Places eingetragenes Baudenkmal in Gloucester im US-Bundesstaat Massachusetts.

## Baugeschichte
Als Spross einer Familie von Immobilienmaklern aus Boston verbrachte Henry Davis Sleeper (1878–1934) die Sommer 1898 bis 1902 in Marblehead in einem der Familie gehörenden Cottage im viktorianischen Stil.
Im Jahr 1907 erwarb er auf Empfehlung seines Freundes Abram Piatt Andrew jr. (1873–1936) ein etwa 3.000 m² großes Grundstück auf einer etwa 5 Meter hohen Klippe nahe dem Niles Beach östlich von Gloucester. Er engagierte den Architekten Halfdan M. Hanson, mit dessen Hilfe der Bau eines Sommerhauses mit 26 Räumen erfolgen sollte. Parallel zur Errichtung des Gebäudes begann Sleeper mit dem Kauf von Objekten, welche in den Bau integriert werden sollten – so schon 1907 der Täfelung des verlassenen William Cogswell House in Essex,
Massachusetts.
Bereits Teile des Sommers 1908 verbrachte der Bauherr gemeinsam mit seiner Mutter im neuen Haus, aus dieser Zeit stammen der Cogswell Room, das Grüne Esszimmer, der Porzellan-Durchgang, das Kloster, der Blue Willow Room, der Strawberry Hill Room, der Nelson Room und der Byron Room.
Das Jahr 1909 brachte nur unbedeutende Veränderungen an dem zweistöckigen Gebäude, erst 1911 begann der Bau des 1910 entworfenen  Südostflügels, der den Bücherturm, den Shelley Room und den Pineapple Room umfasste. Das Jahr 1912 brachte den Bau des ersten Teils des Ostflügels mit  dem Linebrook Parish Room, der Chapel Chamber und der Belfry Chamber.
Bedingt durch den Ersten Weltkrieg, kam es bis 1917 nicht zu weiteren Erweiterungen, dann entstand der Nordostflügel mit dem Pembroke Room, dem Franklin-Jagdzimmer und Quartieren für Dienstboten im Obergeschoss.
Ab 1923 folgte die Errichtung des Nordwestflügels, dessen Octagon Room als Ausdruck des Respekts gegenüber den Traditionen Frankreichs und durch das dort befindliche Porträt La Fayetts als Zeichen der 150-jährigen Zusammenarbeit der USA mit Frankreich gelten soll. Weitere Räume in diesem Teil des Gebäudes sind der Golden Step Room und der Indian Room. Die Erweiterung dieses Flügels im Jahr 1925 ergänzte ihn um den Mariner’s Room und die nördliche Galerie.
Gleichzeitig gingen in den bereits vorhandenen Gebäudeteilen Umbauarbeiten vor, so wurde 1923 der China Trade Room im ursprünglichen Gebäude fertiggestellt, ebenso wie das Treppenhaus 1929.
In den dreißiger Jahren fanden weitere Planungen für Umbauten und Ergänzungen statt, der Tod des Hausherrn verhinderte deren Realisierung.
Nach 1934 erwarb die Familie von Charles und Helena McCann das Anwesen mit seinen mittlerweile 56 Räumen und ergänzte die Sammlung um wertvolles ostasiatisches Porzellan. Nach dem Tod des Ehepaares übereigneten deren Kinder 1942 das Haus einschließlich der Sammlungen der Society for the Preservation of New England Antiques.
Das Grundstück, auf dessen Grundfläche von etwa 3.000 m² sich neben dem Hauptgebäude noch ein heute als Kasse genutztes Torhaus, eine Garage und ein Geräteschuppen befinden, kann besichtigt werden.
Am 27. Mai 2003 wurde das Haus, welches sich auf einer Klippe oberhalb des Hafens von Gloucester befindet, in das National Register of Historic Places aufgenommen und zur National Historic Landmark erklärt.

## Tourismus
Das Gelände befindet sich heute im Besitz von Historic New England, der Nachfolgegesellschaft der Society for the Preservation of New England Antiques. Es ist an Wochentagen von Mai / Juni bis Oktober im Rahmen geführter Touren gegen Eintrittsgeld zugänglich; ein Parkplatz befindet sich gegenüber der Kasse auf der anderen Seite der Straße.